# Mizgin
Mizgin ist ein kurdischer männlicher und (überwiegend) weiblicher Vorname mit der Bedeutung „gute Nachricht, frohe Botschaft, Überraschung“.

## Namensträgerinnen
- Mizgin Ay (* 2000), türkische Sprinterin
- Mizgin Bilmen (* 1983), deutsche Theater- und Opernregisseurin